# Thank You (Ed Sheeran)
Thank You è il nono EP del cantautore britannico Ed Sheeran, pubblicato il 18 settembre 2011 dalla Atlantic Records.

## Tracce
1. She – 2:32
2. Fire Alarms – 4:17
3. You Need Me (True Tiger Remix) – 3:57